# تپه آلادیز گه
تپه آلادیز گه مربوط به اواخر هزاره دوم قبل از میلاد است و در شهرستان نمین، بخش مرکزی، روستای آلادیز گه واقع شده و این اثر در تاریخ ۱۷ اسفند ۱۳۸۱ با شمارهٔ ثبت ۷۸۲۳ به‌عنوان یکی از آثار ملی ایران به ثبت رسیده است.